# Онежский проезд (Санкт-Петербург)
Оне́жский проезд — улица в Выборгском районе Санкт-Петербурга. Расположена на территории исторического района Озерки.

## Расположение
Онежский проезд расположен в историческом районе Озерки (Выборгский район), проходит от Большой Озёрной до Эриванской улицы. Пересечений с другими улицами не имеет.

## История
Ранее проезд именовался Озерковским (название возникло в конце XIX века). Озерковский проезд соединял железнодорожную станцию Озерки с Выборгским шоссе. Проезд переименован в Онежский проезд 27 февраля 1941 года. Настоящее название дано по Онежскому озеру.

## Здания и сооружения
Официально по Онежскому проезду зарегистрировано 8 домов:
- дом 4 лит. А
- дом 4
- дом 5 корп. 3 лит. А
- дом 5
- дом 5 лит. А
- дом 5 корп. 2
- дом 5 корп. 3
- дом 5 корп. 2 лит. А

## Транспорт
Транспортное сообщение по Онежскому проезду отсутствует. Ближайшая остановка общественного транспорта «Кинотеатр „Озерки“» расположена на Большой Озёрной улице. На остановке останавливается автобус, следующий по маршруту № 38.
Западнее расположена железнодорожная платформа Озерки Октябрьской железной дороги на участке Санкт-Петербург — Выборг между станциями Удельная и Шувалово.